# Charles Pierre Baudelaire
Charles-Pierre Baudelaire (París, 9 d'abril del 1821 - 31 d'agost del 1867) va ser un poeta, crític i traductor francès. Fou un dels poetes més influents del segle xix i se l'anomenà «el poeta maleït» a causa de la seva vida de bohèmia i dels seus excessos.

## Biografia

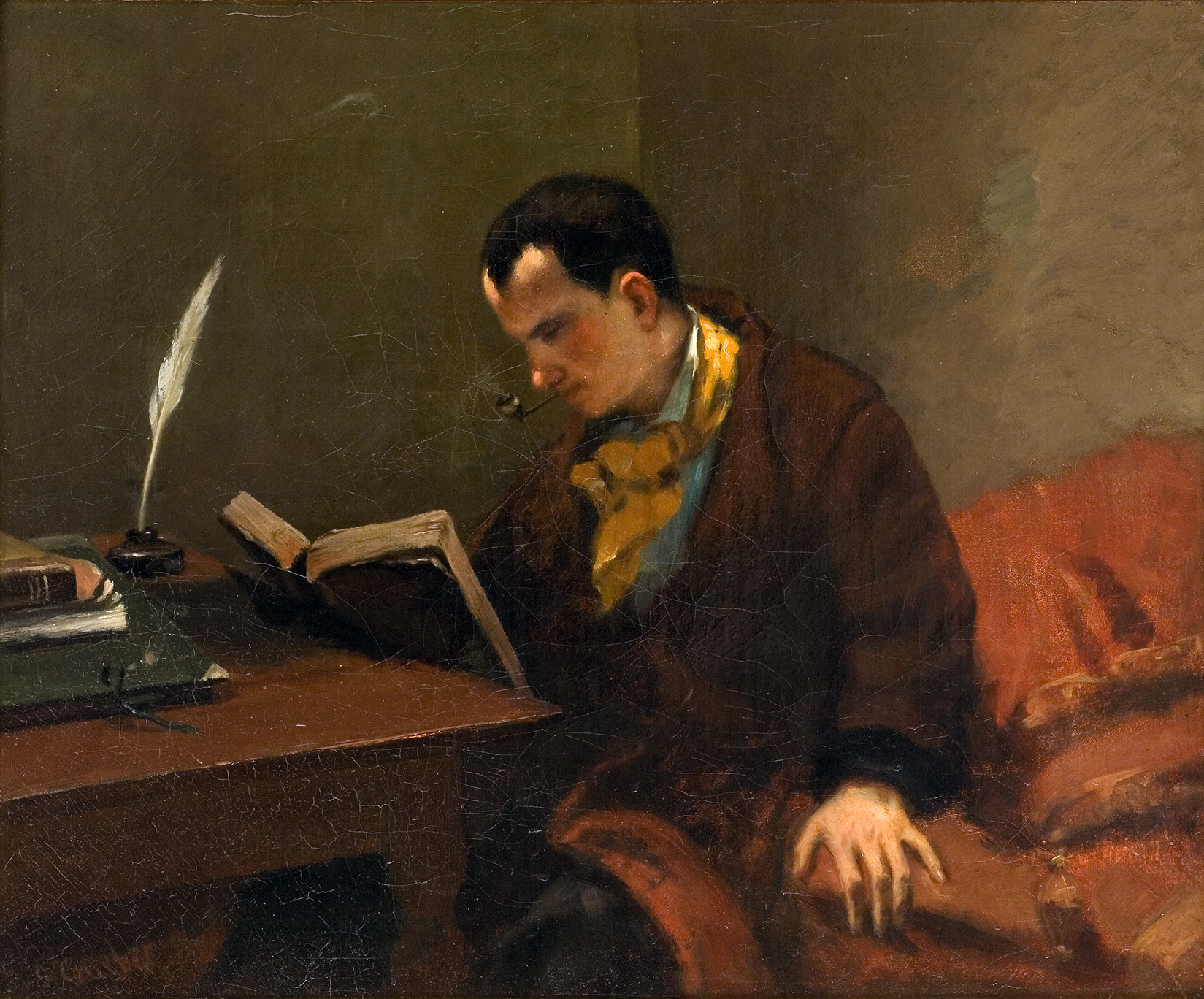
Quadre de Baudelaire, per Gustave Courbet.

### Infància
Va néixer a París el 9 d'abril del 1821. El seu pare, Joseph-François Baudelaire (antic preceptor, pintor i cap del despatx de la Cambra dels Pars), va ser qui li va ensenyar les primeres lletres. La seva mare, Caroline Archimbaut-Dufays (filla d'emigrants francesos a Londres durant la revolució del 1793), que no arribava als 30 anys quan va néixer Charles-Pierre, li va ensenyar l'anglès. Quan Baudelaire va néixer, Joseph tenia ja seixanta anys i un fill d'un matrimoni anterior: Claude-Alphonse.
Baudelaire va ser criat per la serventa de la família, Mariette, que malgrat la poca informació que se'n té, va haver de tenir un gran pes sobre la família. Baudelaire la recorda en un poema aparegut en Les flors del mal.
| « | La servante au grand coeur dont vous étiez jalouse, et qui dort son sommeil sous une humble pelouse, Nous devrions pourtant lui porter quelques fleurs. (A la serventa de gran cor de qui estaves gelosa, i que ara dorm el seu somni sota una humil gespa, no obstant això, hauríem de portar-li algunes flors). | » |

Joseph-François Baudelaire va morir l'any 1827, quan Charles tenia només sis anys, i deixà una petita herència. Durant la seva infància li agradava jugar al Jardí de Luxemburg, com mostra una carta amorosa que va escriure a Cécile Desoër amb només vuit anys, la primera conservada de la seva correspondència. La seva mare es va casar per conveniència amb Jacques Aupick, un dels seus veïns de quaranta anys, que va arribar a ser general comandant de la plaça Fort de París, i que probablement havia estat el seu amant. Això va tenir un gran impacte emocional sobre Baudelaire, que ho va viure com un abandonament. Mai no va arribar a tenir una bona relació amb Aupick.
Després de les jornades revolucionàries del 1830, Aupick va ser ascendit a tinent coronel gràcies a la seva participació en la campanya d'Algèria. Dos anys més tard, fou nomenat cap de l'Estat Major i tota la família es va traslladar a Lió, on van romandre quatre anys, durant els quals Baudelaire va estudiar al Collège Royal de Lió (de l'ambient del qual no guardaria bons records). Però Baudelaire s'avorria i es va escapar del seu «empresonament».
La seva mare, impregnant-se de la personalitat d'Aupick, s'anà tornant cada vegada més rígida i puritana. El 1836, el seu marit va ser ascendit a general de l'Estat Major. Tornaren a París, on Baudelaire va ser internat en el Collège Louis-le-Grand durant dos anys i mig. Allà llegí Sainte-Beuve, Chenier i Musset, els quals més tard criticarà. Va aconseguir el títol de batxiller superior, però per una falta encara desconeguda, fou expulsat.

### Joventut i bohèmia
El 1840, es matriculà en la Facultat de Dret. Començà a freqüentar la joventut literària del Barri Llatí i feu nous amics, com ara Gustave Le Vasseur i Ernest Prarond. També inicià una amistat amb Gérard de Nerval, Sainte-Beuve, Théodore de Banville i Balzac. Va intimar amb Louis Menard, que es dedicava a la taxidèrmia i a la vivisecció d'animals.
Adoptà una vida despreocupada, amb baralles constants amb la seva família a causa de la seva addicció a les drogues i als ambients bohemis que freqüentava. Visitava prostíbuls i mantingué relacions amb Sarah, una prostituta jueva del Barri Llatí, que era calba. Ell la denomina «La Louchette» ('la guenya'). Probablement, ella li va contagiar la sífilis. En Les flors del mal, escrigué un poema en el qual es refereix a Sarah i que potser fou escrit en el moment en què va deixar de veure-la tan sovint i reinicià les seves relacions amb Jeanne Duval.
| « | Une nuit que j'étais près d'une affreuse Juive, Comme au long d'un cadavre un cadavre étendu, Je me pris à songer près de ce corps vendu A la triste beauté dont mon désir se prive. (Una nit que estava amb una horrible jueva, com un cadàver estès al costat d'un altre, pensava al costat d'aquell cos venut, en la trista bellesa de la qual el meu desig es priva). | » |

La seva conducta horroritzava la seva família. El seu padrastre, descontent amb la vida liberal i tot sovint llibertina que portava, pel fet que no volgués entrar a la carrera diplomàtica, tractà de distanciar-lo dels ambients bohemis de París. El març del 1841, un consell de família l'envià a Bordeus per tal que embarqués cap als mars del Sud. Durant el trajecte, que va durar divuit mesos, va viatjar fins a Calcuta, en companyia de comerciants i oficials de l'exèrcit.
Altra vegada a França, s'instal·là a la capital i recuperà els seus antics costums desordenats. Començà a participar en els cercles literaris i artístics, i va escandalitzar tot París amb les seves relacions amb Jeanne Duval, una preciosa mulata que l'inspiraria en algunes de les seves poesies més brillants i controvertides. Va destacar aviat com a crític d'art. Bona mostra del seu treball com a crític són Curiositats estètiques -recopilació pòstuma de les seves apreciacions- i L'art romàntic (1868) -obra que va reunir tots els seus treballs de crítica literària. També va ser pioner en el camp de la crítica musical. Baudelaire va traduir autors com E.T.A. Hoffmann i Edgar Allan Poe.

### Últims anys
Compromès a causa de la seva participació en la revolució de 1848, la publicació de Les flors del mal, el 1857, acabà de desencadenar la violenta polèmica que es va originar al voltant de la seva persona. Els poemes del llibre foren considerats «ofenses a la moral pública i als bons costums»; per consegüent, el processaren.
Tot i així, ni l'ordre de suprimir sis dels poemes ni la multa de tres-cents francs que li varen imputar n'impediren la reedició el 1861. En aquesta nova versió, van aparèixer uns trenta-cinc texts inèdits. D'aquesta època, també són els Petits poemes en prosa (1869), Paradisos artificials (1858-1860) i altres obres.
El 1864, va viatjar a Bèlgica i residí dos anys a Brussel·les. Allà va intentar guanyar-se la vida fent conferències d'art, però no va tenir èxit. La sífilis que patia li causà el primer conat de paràlisi (1865) i els símptomes d'afàsia i hemiplegia que arrossegaria fins a la mort van aparèixer el 1866, quan va patir un atac a l'església de Saint-Loup de Namur. La seva mare el traslladà urgentment a una clínica de París, on va mantenir-se sense parlar, tot i que va restar lúcid fins a la seva mort, a l'agost de l'any 1867. Moltes de les seves obres van ser publicades després de la seva mort. Charles Baudelaire és considerat el pare i el profeta de la poesia moderna.

## Influències
És un dels poetes decadents més famosos, però abans del segle xx, quan la seva obra va ser revaloritzada, era considerat per molts com un addicte a les drogues i un autor molt vulgar. És famós per la seva crítica de la poesia «útil». Pensava que la poesia només era acceptable com a forma de bellesa pura i superior, però mai per ensenyar res ni per incloure-hi cap missatge polític.
Fou per uns quants la crítica i la síntesi del romanticisme; per a d'altres, el precursor del simbolisme. També es considera que és el pare del decadentisme. Tothom considera que és un dels precursors més importants de la literatura i la poesia moderna del segle xx. La seva poesia i la seva crítica literària han tingut una profunda influència en les generacions posteriors, tant a França com a tot arreu. La seva oscil·lació entre allò sublim i allò diabòlic, allò alt i allò baix, l'ideal i l'avorriment es correspon amb un nou esperit i una nova percepció de la vida moderna. A més, va establir per a la poesia una estructura basada en «correspondències», imatges sensorials que representen la vida espiritual de l'ésser humà modern, idea que desenvolupa en el poema que inicia Les flors del mal. El simbolisme, que va avançar el camí cap a una poesia autònoma, és deutor d'aquesta idea de Baudelaire.
Baudelaire va ser un participant actiu en la vida artística del seu temps. Com a crític i assagista, va escriure extensament i perceptivament sobre les lluminàries i els temes de la cultura francesa. Era franc amb els amics i els enemics, poques vegades adoptava l'enfocament diplomàtic i de vegades responia verbalment de manera violenta, cosa que sovint soscava la seva causa. Les seves associacions van ser nombroses, com ara Gustave Courbet, Honoré Daumier, Félicien Rops, Franz Liszt, Champfleury, Victor Hugo, Gustave Flaubert i Balzac.

### Edgar Allan Poe
El 1847, Baudelaire es va familiaritzar amb les obres de Poe, en les quals va trobar contes i poemes que, segons ell, havien existit durant molt de temps al seu propi cervell però que mai van prendre forma. Baudelaire va veure en Poe un precursor i va intentar ser el seu homòleg francès contemporani. Des d'aquest moment i fins al 1865, es va dedicar en gran part a traduir les obres de Poe; les seves traduccions van ser àmpliament elogiades. Baudelaire no va ser el primer traductor francès de Poe, però les seves «traduccions escrupoloses» van ser considerades entre les millors. Aquestes es van publicar com a Histoires extraordinaires (1856), Nouvelles histoires extraordinaires ( 1857), Aventures d'Arthur Gordon Pym, Eureka i Histoires grotesques et sérieuses ( 1865). Dos assaigs sobre Poe es troben a les seves Œuvres complètes (vols. v. i vi.).

### Eugène Delacroix
Fervent partidari del pintor romàntic Delacroix, Baudelaire l'anomena «poeta en pintura». Baudelaire també va absorbir bona part de les idees estètiques de Delacroix tal com s'expressa en els seus diaris. Com va explicar Baudelaire en el seu «Saló de 1846», «Mentre es contempla la seva sèrie de quadres, sembla assistir a la celebració d'algun misteri greu... Aquesta grave i elevada malenconia brilla amb una llum apagada... planyosa i profunda com una melodia de Weber». Delacroix, encara que agraït, va mantenir la distància amb Baudelaire, sobretot després de l'escàndol de Les Fleurs du mal. En una correspondència privada, Delacroix va afirmar que Baudelaire «se'm posa realment dels nervis» i va expressar la seva infelicitat amb els comentaris persistents de Baudelaire sobre «malenconia» i «febre».

### Richard Wagner
Baudelaire no tenia cap formació musical formal i coneixia poc dels compositors més enllà de Beethoven i Weber. Weber va ser d'alguna manera el precursor de Wagner, fent servir el leitmotiv i concebre la idea de l'«obra d'art total» ('Gesamtkunstwerk'), que van guanyar l'admiració de Baudelaire. Abans fins i tot d'escoltar la música de Wagner, Baudelaire va estudiar crítiques i assaigs sobre ell, i va formular les seves impressions. Més tard, Baudelaire els va posar en la seva anàlisi no tècnica de Wagner, que va ser molt apreciada, especialment en el seu assaig Richard Wagner et Tannhäuser à Paris. La reacció de Baudelaire a la música va ser apassionada i psicològica. «La música m'engoleix (posseeix) com el mar». Després d'anar a tres concerts de Wagner a París l'any 1860, Baudelaire va escriure al compositor: «Vaig tenir un sentiment d'orgull i alegria en comprendre, en ser posseït, en ser aclaparat, un plaer veritablement sensual com el de pujar a l'aire». Els escrits de Baudelaire van contribuir a l'elevació de Wagner i al culte al wagnerisme que va arrasar Europa en les dècades següents.

### Théophile Gautier
Gautier, escriptor i poeta, es va guanyar el respecte de Baudelaire per la seva perfecció de la forma i el seu domini del llenguatge, tot i que Baudelaire pensava que li mancava una emoció i espiritualitat més profundes. Tots dos es van esforçar per expressar la visió interior de l'artista, que Heinrich Heine va declarar anteriorment: «En qüestions artístiques, sóc un sobrenaturalista. Crec que l'artista no pot trobar totes les seves formes a la natura, però que les més notables se li revelen en la seva ànima». Les freqüents meditacions de Gautier sobre la mort i l'horror de la vida són temes que van influir en els escrits de Baudelaire. En agraïment per la seva amistat i visió comuna, Baudelaire va dedicar Les Fleurs du mal a Gautier.

### Édouard Manet

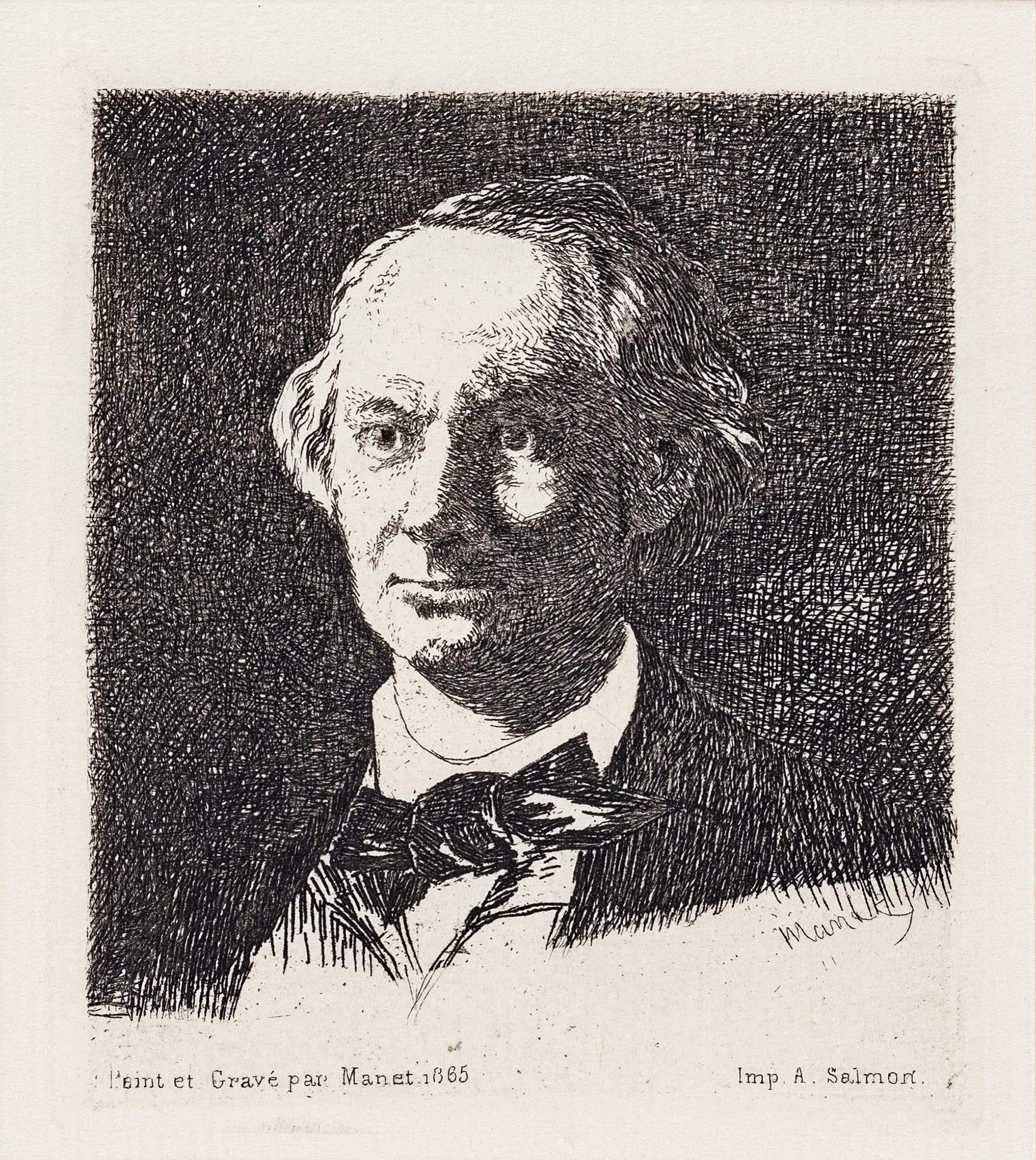
Charles Baudelaire, de face (estampa de 1869 de l'aiguafort de 1865) d’Édouard Manet

Manet i Baudelaire es van convertir en companys constants a partir del 1855. A principis de la dècada de 1860, Baudelaire acompanyava Manet en els viatges diaris de dibuixos i sovint el coneixia socialment. Manet també va prestar diners a Baudelaire i es va ocupar dels seus assumptes, sobretot quan Baudelaire va anar a Bèlgica. Baudelaire va animar Manet a emprendre el seu propi camí i no sucumbir a les crítiques. «Manet té un gran talent, un talent que aguantarà el pas del temps. Però té un caràcter feble. Em sembla aixafat i atordit pel xoc». En el seu quadre Música a les Tulleries, Manet inclou retrats dels seus amics Théophile Gautier, Jacques Offenbach i Baudelaire. Tot i que és difícil diferenciar qui va influir en qui, tant Manet com Baudelaire van discutir i expressar uns quants temes comuns a través de les seves arts respectives. Baudelaire va elogiar la modernitat de la temàtica de Manet: «quasi tota la nostra originalitat prové del segell que el 'temps' imprimeix als nostres sentiments». Quan la famosa Olympia (1865) de Manet, un retrat d'una prostituta nua, va provocar un escàndol pel seu realisme flagrant barrejat amb una imitació de motius renaixentistes, Baudelaire va treballar en privat per donar suport al seu amic, tot i que no li va oferir cap defensa pública (era, però, malalt en aquell moment). Quan Baudelaire va tornar de Bèlgica després del seu ictus, Manet i la seva dona eren visitants freqüents a la residència d'avis i ella tocava passatges de Wagner per a Baudelaire al piano.

### Nadar
Nadar (Félix Tournachon) va ser un caricaturista, científic i important fotògraf primerenc. Baudelaire admirava Nadar, un dels seus amics íntims, i va escriure: «Nadar és la manifestació més sorprenent de vitalitat». Es van moure en cercles similars i Baudelaire va fer moltes connexions socials a través d'ell. L'ex-amant de Nadar, Jeanne Duval, es va convertir en l'amant de Baudelaire cap al 1842. Baudelaire es va interessar per la fotografia a la dècada de 1850 i, denunciant-la com a forma d'art, va defensar el seu retorn a «la seva finalitat real, que és ser el servidor de les ciències i les arts». La fotografia no hauria d'envair, segons Baudelaire, «el domini de l'impalpable i de l'imaginari». Nadar va romandre un amic incondicional fins als últims dies de Baudelaire i va escriure el seu avís necròleg a Le Figaro.

## Obres
- Le Salon de 1845 (1845)
- Le Salon de 1846 (1846)
- Le Salon de 1859 (1859)
- Journaux intimes (1851-1862)
- Les Paradis artificiels (1860)
- Curiosités esthétiques (1868)
- Réflexions sur quelques-uns de mes contemporains (1862)
- Richard Wagner et Tannhaüser à Paris (1862)
- Le Peintre de la vie moderne (1863)
- L'œuvre et la vie d'Eugène Delacroix (1863)
- Mon cœur mis à nu (1864)
- L'art romantique (1869)
- La Fanfarlo (1847)
- Du vin et du haschisch (1851)
- Les Fleurs du mal (1857)
- Fusées (1867)
- Petits poèmes en prose o Le Spleen de Paris (1862)